# حرب الملك جورج
حرب الملك جورج (1744–1748) هو الاسم الذي يطلق على العمليات العسكرية التي تمت في أمريكا الشمالية والتي تشكل جزءًا من حرب الخلافة النمساوية (1740–1748). وقد كانت الثالثة من بين أربع حروب تسمى الحروب الفرنسية والهندية. وقد وقعت هذه الحروب بشكل أساسي في المقاطعات البريطانية نيويورك، خليج ماساتشوستس، نيوهامشير، ونوفا سكوشا. كان أهم أعمال هذه الحرب هو الحملة التي قام بتنظيمها حاكم ماساتشوستس ويليام شيرلي والتي حاصرت وتمكنت في النهاية من الاستيلاء على حصن لويسبورغ الفرنسي، في جزيرة كيب بريتون بمقاطعة نوفا سكوشا، عام 1745.
أنهت معاهدة إكس لا شابل الحرب عام 1748 وعادت لويسبورغ لكنها فشلت في حل القضايا الإقليمية المعلقة.

## الأسباب
اندلعت حرب أذن جينكيز (المسماة بهذا الاسم بسبب حادثة وقعت في 1731 عندما قطع أحد القادة الإسبان أُذن التاجر البريطاني روبرت جينكيز وطلب منه أن يأخذها إلى ملكه، جورج الثاني) عام 1739 بين إسبانيا وبريطانيا العظمى، لكنها اقتصرت على البحر الكاريبي والصراع بين فلوريدا الإسبانية ومقاطعة جورجيا المجاورة لبريطانيا. بدأت حرب الخلافة النمساوية، والتي كانت تمثل صراعًا حول شرعية ولاية ماريا تيريزا لالعرش النمساوي، عام 1740، لكنها لم تتضمن في البداية أي تدخل عسكري بريطاني أو إسباني. دخلت بريطانيا الصراع دبلوماسيًا عام 1742 كحليف للنمسا، وأحد أعداء فرنسا وبروسيا، لكن القتال المفتوح بينهم لم يبدأ حتى 1743 في ديتينجن، ولم يتم إعلان الحرب رسميًا بين فرنسا وبريطانيا إلا في مارس 1744.

## مسار الحرب

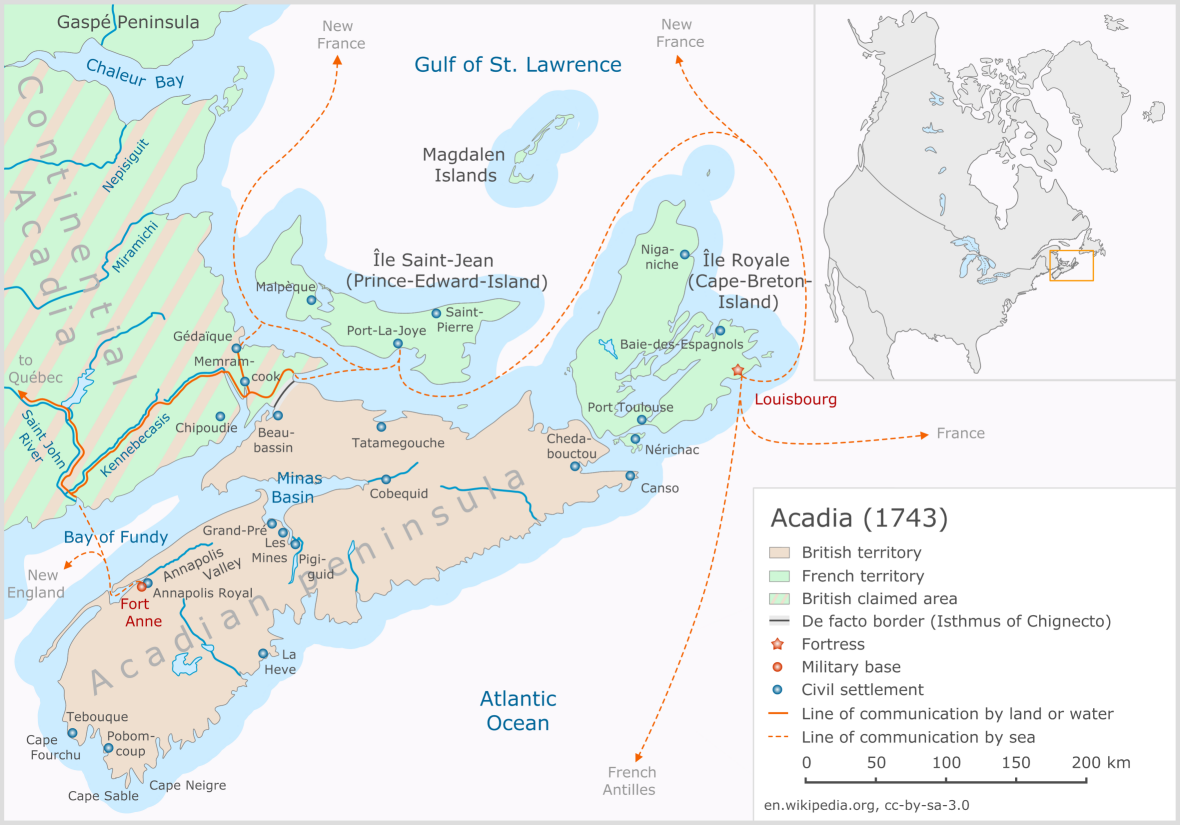
أكاديا قبل عام من بدء حرب الملك جورج

لم تصل أخبار إعلانات الحرب إلى حصن لويسبورغ الفرنسي إلا في 3 مايو 1744، وقد أهدرت القوات هناك القليل من الوقت في بداية القتال. بسب القلق على خطوط إمداداتها البرية إلى كيبك، قامت أولاً بالهجوم على ميناء الصيد البريطاني كانسو في 23 مايو، ثم تم تنظيم هجوم على أنابوليس رويال، ثم على عاصمة نوفا سكوشا. ومع ذلك تأخرت القوات الفرنسية في الخروج من لويسبورغ، وقرر حلفاؤها من الميغماك والماليسيت بالتزامن مع الأب جان لوي لو لوتر، المهاجمة من تلقاء أنفسهم] في أوائل يوليو. وصلت أخبار إعلان الحرب إلى أنابوليس، وبدأت في الإعداد إلى حد ما، حين بدأ الهنود يحاصرون حصن آن. لكن انسحب الهنود بعد عدة أيام بسبب افتقارهم للأسلحة الثقيلة. ثم، وصلت، في منتصف أغسطس، قوة فرنسية أضخم إلى حصن آن، لكنها أيضًا لم تكن قادرة على شن هجوم فعال أو محاصرة الحامية، التي تلقت إمدادات وتعزيزات من ماساتشوستس. وفي 1745 نجحت القوات الاستعمارية البريطانية في الاستيلاء على حصن لويسبورغ بعد محاصرته لمدة ستة أسابيع. وطلبًا للثأر، قام تحالف واباناكي في أكاديا بشن حملة الساحل الشمال الشرقي (1745) ضد المستعمرات البريطانية على حدود أكاديا في ماين. بدأت فرنسا حملة ضخمة لاستعادة لويسبورغ في عام 1746. وبسبب المعاناة من العواصف والأمراض ووفاة قائدها، عادت حملة دوك دانفيل، إلى فرنسا، في حالة يرثى لها، ودون تحقيق أهدافها.
دارت المعارك أيضًا على الحدود بين المستعمرات البريطانية الشمالية وفرنسا الجديدة. المناوشات والغارات على المجتمعات الشمالية بمقاطعة ماساتشوستس دفعت الحاكم ويليام شيرلي إلى الأمر بإنشاء سلسلة من المراكز العسكرية الحدودية على امتداد الحدود مع نيويورك.